# Maurice Vérillon
Maurice Vérillon, né le 14 octobre 1906 et mort le 8 juin 2001, est un homme politique français.

## Biographie
Pharmacien installé à Die dans la Drôme en 1932, membre de la SFIO, Maurice Vérillon est élu maire de Die en 1947 et le reste jusqu'en 1974 pour laisser la place à son premier adjoint Marcel Bonniot. Conseiller général du canton de Die de 1947 à 1979, il est élu sénateur de la Drôme en 1959 et réélu en 1962 et en 1971.

## Détail des fonctions et des mandats
Mandats locaux
- 1947 - 1953 : Maire de Die
- 1953 - 1959 : Maire de Die
- 1959 - 1965 : Maire de Die
- 1965 - 1971 : Maire de Die
- 1947 - 1979 : Conseiller général du Canton de Die

Mandats parlementaires
- 1959 - 1962 : Sénateur de la Drôme
- 1962 - 1971 : Sénateur de la Drôme
- 1971 - 1980 : Sénateur de la Drôme